# CK Hutchison Holdings
 (février 2025).
Pour les articles homonymes, voir Hutchison.

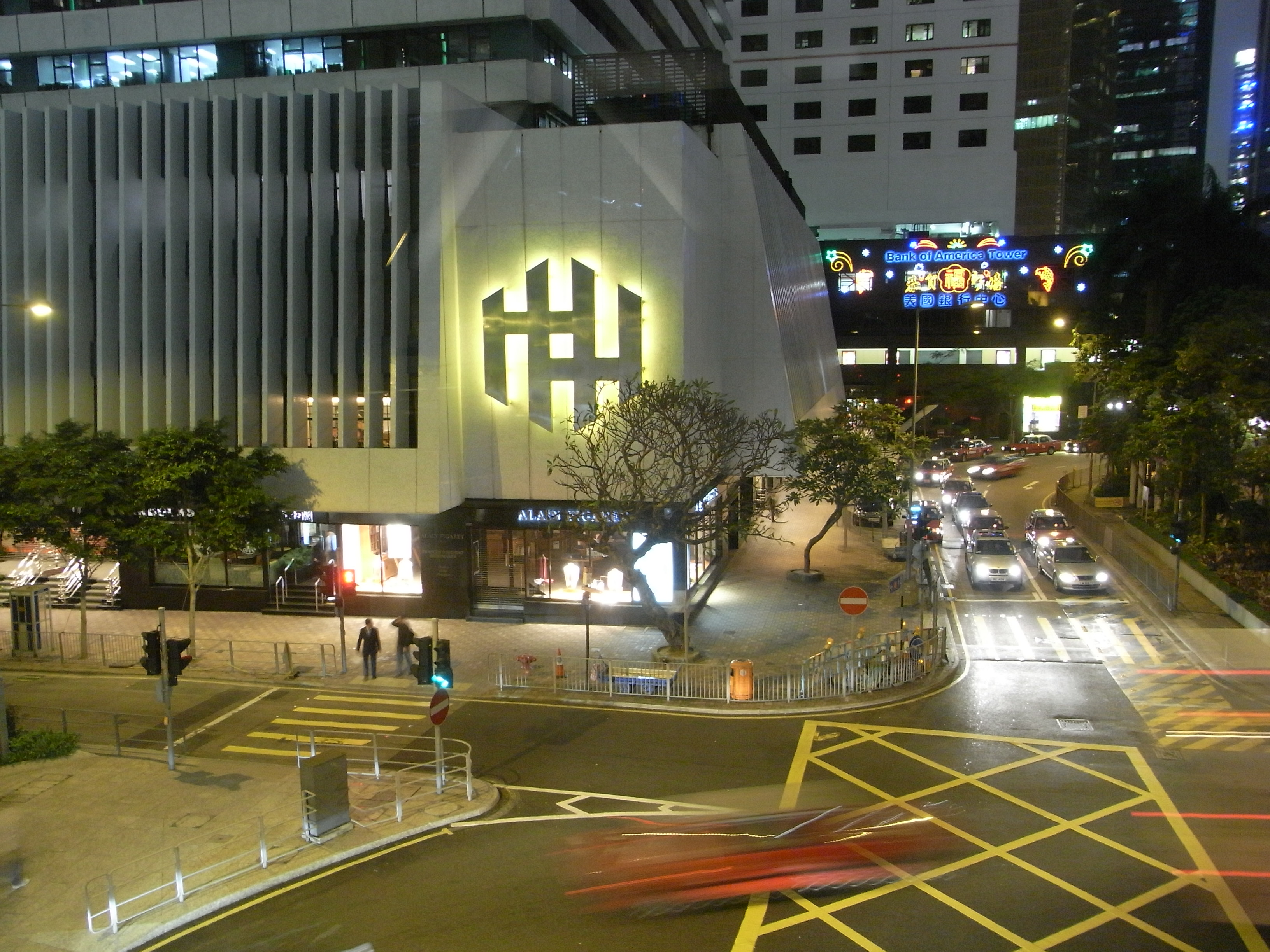
Le siège de l'entreprise à Hong Kong

CK Hutchison Holdings Limited est un conglomérat multinational enregistré aux îles Caïmans et basé à Hong Kong. C'est l’une des plus importantes sociétés (Fortune 500) cotées à la Bourse de Hong Kong.
Elle est implantée dans 56 pays et emploie plus de 220 000 personnes à travers le monde. Elle a cinq activités principales : activités et services portuaires, immobilier et hôtellerie, distribution, énergie, infrastructure et investissements, télécommunications.

## Historique
Hutchison Whampoa était à l’origine constituée de deux sociétés créées à Hong Kong au XIXe siècle : Hong Kong & Whampoa Dock company (HWD), fondée en 1863, et Hutchison International, fondée en 1877. Hutchison International, sous la direction de Douglas Clague, prit une participation majoritaire dans HWD dans les années 1960, puis la totalité en 1977. La nouvelle société est nommée Hutchison Whampoa Limited.
En 1979, Li Ka-shing devient actionnaire à 22 % de HWL et président de la société. Li Ka-shing, entrepreneur et "philanthrope", est l'homme le plus riche de Chine. Il a créé une fondation en 1980, LKSF.
En janvier 2015, Telefónica annonce la vente de ses activités britanniques sous la marque O2 pour 10,25 milliards de livres à Hutchison Whampoa qui possède déjà l'opérateur 3. En mai 2016, les autorités européennes de la concurrence ont bloqué l'acquisition d'O2 par Hutchison Whampoa.
En juin 2015, Hutchison Whampoa fusionne avec Cheung Kong Holdings et devient CK Hutchison Holdings.
En mars 2025, CK Hutchison annonce la vente de plusieurs de ses terminaux portuaires en Amérique latine, dont deux ports au Panama à un consortium composé du fonds d'investissement américain BlackRock mais aussi et surtout à Mediterranean Shipping Company qui sera l'actionnaire principal, pour 22,8 milliards de dollars, dans le contexte où Donald Trump, président des États-Unis, dénonce l'influence chinoise sur le canal de Panama et appelle à la reprise par les États-Unis du canal sous une forme ou une autre.

## Activités

### Activités et services portuaires
- Hutchison Port Holdings (HPH) est la plus importante société mondiale dans l’investissement, le développement et la gestion des ports. Elle est implantée en Europe, aux États-Unis, en Asie, au Moyen-Orient et en Afrique. HPH exerce ses activités dans les ports et les services liés au transport et couvre l'intégralité de la chaine logistique : centres de distribution, aéroports, chemins de fer et réparation de navires.

### Immobilier et hôtellerie
- Hutchison Whampoa Properties développe et investit dans des projets fonciers de grande importance allant d’immeubles de bureau à Hong Kong, Pékin, Shanghai à des immeubles résidentiels de luxe au Royaume-Uni. En partenariat avec Cheung Kong Holdings, HWL a créé une coentreprise, Harbour Plaza Hotel Management.
- Harbour Plaza Hotel Management pour l’exploitation et la gestion des hôtels du portefeuille de Hutchison Property.

### Distribution
- A.S. Watson Group (ASW), la branche de distribution d’HWL, exploite des chaines de distribution qui sont no 1 en Asie telles que Watsons, les supermarchés ParknShop, TASTE supermarché haut de gamme, Gourmet épicerie fine, Great Food Hall, Fortress spécialiste de l’électroménager, Watson’s Wine Cellar et Nuance-Watson, magasin duty free. En Europe, le réseau de distribution d’ASW est composé de chaines de magasins dans le secteur santé et beauté : DC, Drogas, Kruidvat, Rossmann, Savers, Superdrug, Trekpleister, Spektr et Watsons, ainsi que des marques de distribution sélective : Marionnaud, ICI Paris XL et The Perfume Shop. A.S. Watson est le plus important distributeur santé et beauté au niveau mondial.

### Énergie, infrastructure et investissements
- Cheung Kong Infrastructure (CKI), l’activité infrastructure d’HWL, a des activités dans des secteurs aussi diversifiés que : transport, énergie, équipement d’infrastructure, production d’eau et services affiliées. HWL a une participation dans Hong Kong Electric holdings (HEH), le fournisseur unique d’électricité des iles de Hong Kong et Lamma. Hutchison est également un actionnaire majoritaire dans Husky Energy, un des plus importants distributeurs canadiens d’énergie.

### Télécommunications
- CKH est un pionnier de la communication multimédia et a lancé la téléphonie 3e génération (3G) et ses réseaux de distribution sous la marque « 3 » dans 9 pays : Australie, Autriche, Danemark, Hong-Kong, Indonésie, Irlande, Italie, Royaume-Uni et Suède. Hutchison Telecommunications International fournit des services de télécommunication à l’international. Il a mis en place des réseaux de téléphonie mobile et des services d’information dans neuf pays d'Asie, du Moyen-Orient et d'Afrique.

## Critiques
Pendant la présidence de Bill Clinton, celui-ci et son vice-président ont été accusés d’avoir levé des fonds auprès d'investisseurs chinois. Plusieurs membres du Congrès et sénateurs conservateurs ont tenté d’impliquer Hutchison Whampoa Limited et son président Li Ka-shing dans ce scandale. Hutchison avait en effet obtenu les droits d’exploitation des ports situés de chaque côté du Canal de Panama et la coïncidence avec les scandales chinois agitant la Maison blanche pouvait paraître suspecte[citation nécessaire].